# História do mapa-múndi

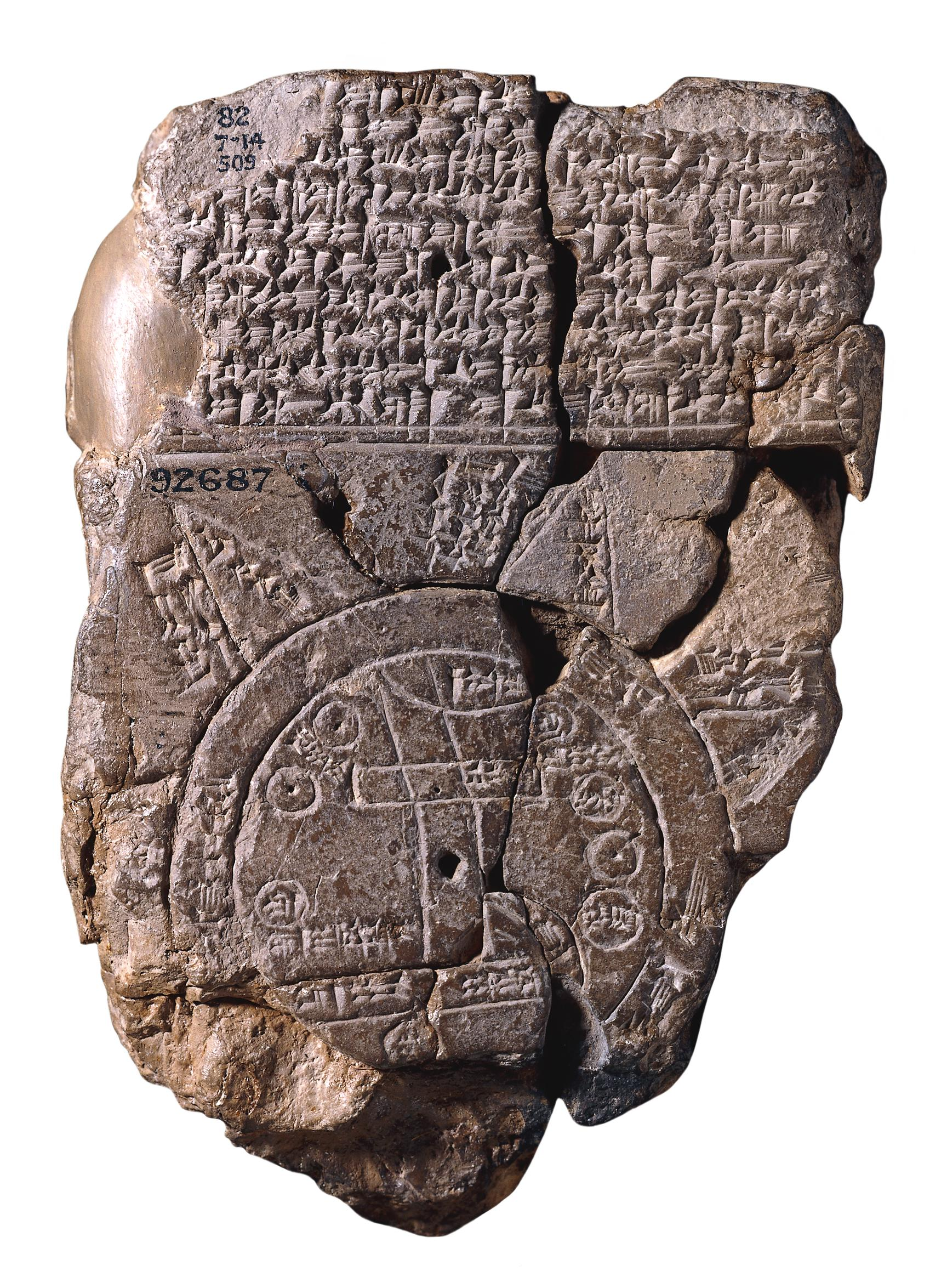
Mapa mundo Babilónio Imago Mundi do século VI a.C., o mais antigo mapa conhecido.

A História do Mapa-Múndi cobre as representações do mundo desde a antiguidade clássica até à era dos descobrimentos e à emergência da geografia moderna, ou seja do século VI a.C. ao século XVI.

## Antiguidade

### Mapa-múndi babilônio
O primeiro mapa de que se tem notícia foi feito numa tábua redonda de argila por volta de 2300 a.C. na região da Mesopotâmia (atual Iraque). Era apenas uma representação de um rio, provavelmente o rio Eufrates, circundando montanhas. Outros registros, datando de 1000 a.C., foram encontrados no Egito em tumbas, onde os desenhos representavam paisagens locais, trilhas e rios.
Essa representação feita pelos babilônios é considerada como o primeiro mapa-múndi da história por representar o mundo na concepção de seus autores, mesmo que na verdade, a Terra seja bem diferente disso.
Mas foi na Grécia que surgiram as primeiras tentativas de se estabelecer métodos para a confecção destes mapas. Por volta de 500 a.C. Hecateu de Mileto produziu um livro onde representava a terra como um disco com a Grécia no centro que foi considerada o primeiro livro de geografia da história. E, mais tarde, Claudius Ptolomeu, que viveu entre 90 e 168 d.C., publicou um tratado sobre geografia composto por oito volumes e que entraria para história por conter uma nova representação do mundo com regras para representá-lo na forma esférica, bem mais próximo dos utilizados atualmente.
Mas foi só a partir do século XII que, através do relato de viajantes e navegadores, se iniciou a produção de mapas que incluíam regiões maiores do globo. Embora com muitos erros e exageros por parte dos relatores.
O período das “Grandes Navegações” (século XV) foi uma época de grande produção de mapas e cartas. Mas era comum encontrar representados nessas cartas, além das regiões a navegar, figuras mitológicas e monstros marinhos.
Foi, também, no século XV que Gerard Mercator desenvolveu um método para representar as características de um objeto curvo (a terra) em uma superfície plana. Depois, a partir do século XVIII e da invenção de telescópios a cartografia começou a se desenvolver, mas, só atingiria seu auge nas décadas de 1970 e 1980 com o surgimento de bancos de dados digitais sobre o tamanho, as formas da terra e o seu estudo, a geodésia.
Mas, não podemos deixar de lado, descobertas e idéias de outros pensadores, cientistas e inventores que ajudaram no desenvolvimento dos conceitos ligados a cartografia, como, por exemplo, Copérnico que revolucionou a concepção do universo ao confrontar o geocentrismo aristotélico com sua teoria heliocêntrica. Erastótenes que foi o primeiro a calcular o raio da terra em 240 a.C. Alexander Von Humboldt que foi o primeiro a usar isotermas (curvas que unem os pontos, em um plano cartográfico, que representam as mesmas temperaturas na unidade de tempo considerada) para representar regiões de mesma temperatura, a empregar o conceito de “meio ambiente geográfico” ao afirmar que as características da fauna e da flora dependem das condições climáticas, relevo e latitude do local. Também foi ele quem demonstrou pela primeira vez a variação da intensidade magnética dos pólos ao equador situando o equador magnético no Peru, além de muitas outras descobertas relacionadas ao estudo da terra, do vulcanismo e das correntes marítimas. E, também, Fernão de Magalhães, navegador português a serviço da Espanha e que foi o primeiro a circunavegar o globo, além de muitos outros estudiosos que contribuíram para a consolidação da cartografia.

### Mapa de Anaximandro (c. 540 a.C.)

Reconstrução do Mapa de Anaximandro

### Cosme Indicopleustes (c. 550)
Cerca do ano 550 Cosme Indicopleustes escreveu a Topografia Cristã, obra profusamente ilustrada, baseada na sua experiência pessoal como mercador no Mar Vermelho e no Oceano Índico no início do século VI. Embora a sua visão seja refutada pela ciência moderna, forneceu um descrição histórica da Índia e Sri Lanka durante esse século, valiosa para os historiadores. Cosme parece ter visitado pessoalmente o Reino de Axum na moderna Etiópia, a Eritreia, Índia e Sri Lanka. Em 522 visitou a costa de Malabar (Sul da Índia). Uma das principais características da sua Topografia é a mundivisão de Cosme que o mundo seria plano, e que o céu teria a forma de uma caixa de tampa curva, uma visão tomada da interpretação das escrituras cristãs. Cosme visava provar que os geógrafos pré-cristãos estavam errados ao assumirem que a Terra era esférica, e que seria modelada de acordo com o tabernáculo, o templo descrito por Deus a Moisés durante o Êxodo do Egipto.

## Idade Média

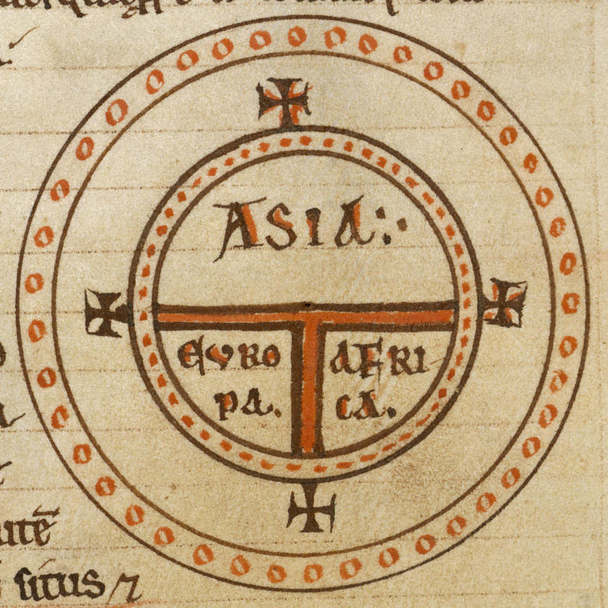
Mapa diagramático T-O. O mundo surge num círculo dividido por um "T", em três continentes: Ásia, Europa e África.

### Isidoro de Sevilha (c. 630)
Os mapas medievais "T e O" originaram da descrição do mundo na obra Etymologiae de Isidoro de Sevilha (m. 636). Este conceito de cartografia medieval representa apenas o hemisfério norte de uma Terra esférica.[4], dedução facilmente aceite da projecção da porção habitada do mundo conhecida nos tempos romanos e medievais. O "T" é o Mediterrâneo dividindo três continentes: Europa, Ásia e África, sendo o "O" um Oceano circundante. Jerusalém era usualmente representada no centro do mapa e a Ásia surgia do tamanho da soma dos outros dois continentes. Porque o Sol nascia a Este, o Paraíso (jardim do Éden) era geralmente representado como sendo na Ásia, estando esta situada na porção superior do mapa.

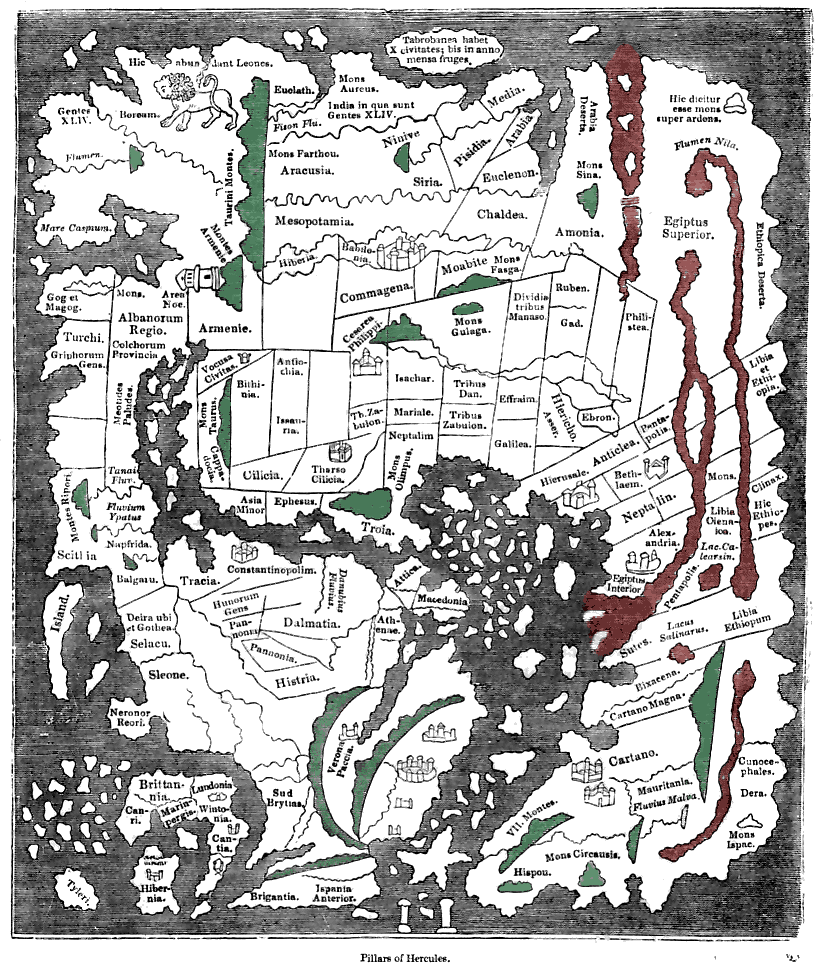
Mapa mundo anglo-saxónico. Ceilão ("Taprobanea") surge no topo, Grã-Bretanha em baixo, à esquerda)

### Mapa mundo anglo-saxónico (cerca 1040)
Este mapa surge na cópia de uma obra clássica de geografia, a versão latina de Prisciano do "Periegesis", hoje na British Library. Mais que uma simples ilustração, contém muito material reunido de outras fontes, que deveriam ser as mais actualizadas da época. A data de realização foi inicialmente estimada entre 992-994, baseada na viagem de do arcebispo da Cantuária Sigerico, proveniente de Roma mas uma análise mais recente aponta para 1025-50 Tal como o mapa posterior de al-Idrisi (ver abaixo) este mapa escapa à tradição medieval e às coordenadas ptolemaicas: Este surge no topo, mas Jerusalém não está no centro nem é indicado o Jardim do Éden. A representação do oriente é ambiciosa, incluindo a Índia e a Taprobama (Sri Lanka), agigantada de acordo com a visão clássica da sua dimensão. A Grã-Bretanha surge também aumentada e há uma confusão na representação da Islândia e da Escandinávia.

### Mapa-Múndi de Beato de Liébana (1050)

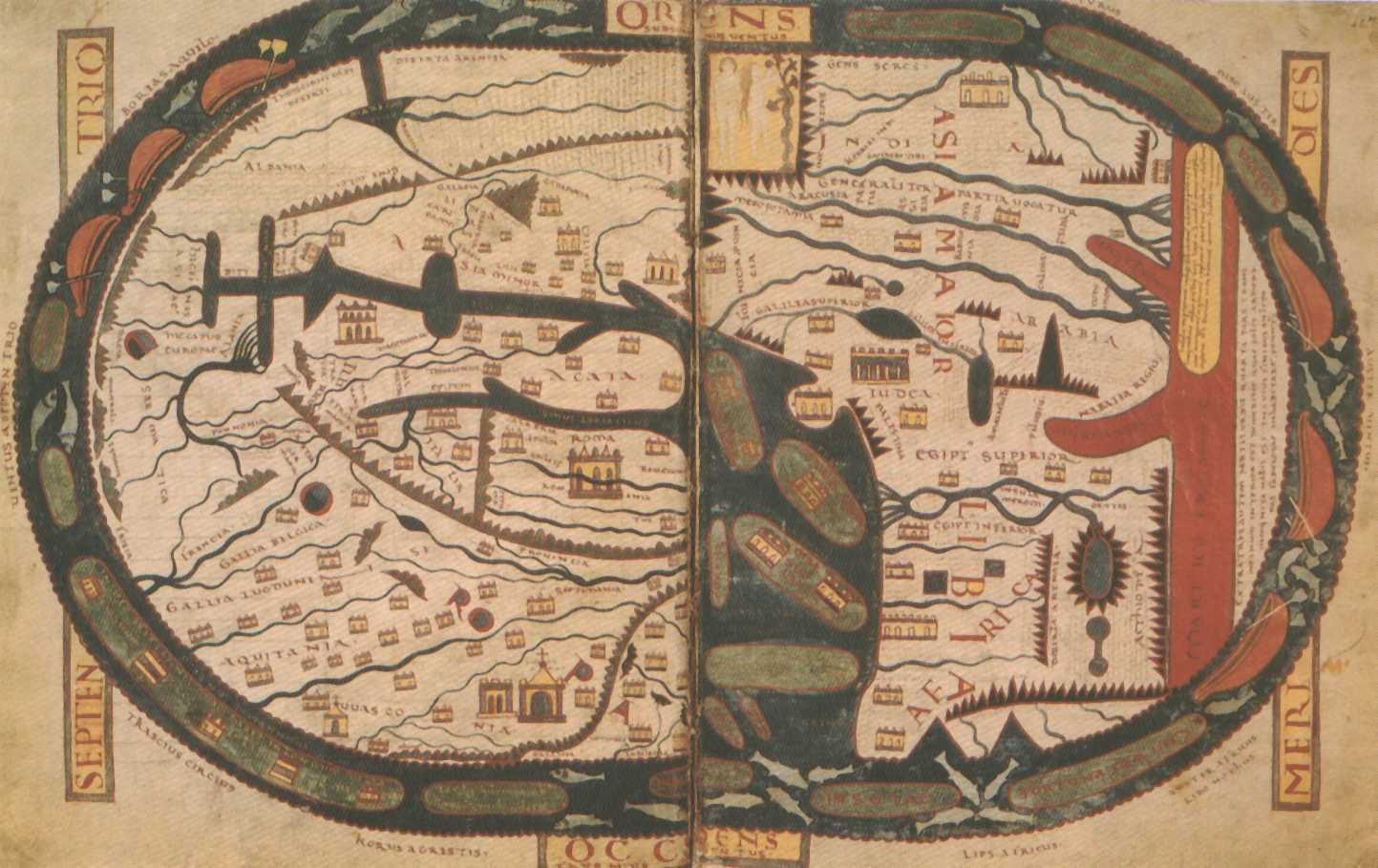
Mapa Mundi de Beato de Liébana. O mapa está orientado a Este e não a Norte, em contraste com os da cartografia moderna. Diz-se, portanto, que o mapa está orientado.

Beato de Liébana (c. 730 - 798) foi um monge e teólogo espanhol. O Mapa-Múndi de Beato de Liébana é uma das principais obras cartográficas da Alta Idade Média. Foi elaborado baseando-se nas descrições de Isidoro de Sevilha, Ptolomeu e a Bíblia. Muito embora o manuscrito original se tenha perdido, restam-nos algumas cópias de fidelidade bastante grande respectivamente ao original. Este mapa surge reproduzido no prólogo do segundo livro dos Comentários ao Apocalipse de Beato de Liébana. A função principal do mapa não é a de representar cartograficamente o mundo, mas de servir de ilustração à diáspora primitiva dos Apóstolos.